# Seongnam-dong, Daejeon
Seongnam-dong (koreanska: 성남동) är en stadsdel i staden Daejeon i  den centrala delen av Sydkorea, 140 km söder om huvudstaden Seoul. Den ligger i stadsdistriktet Dong-gu.